# John Grisham
John Grisham (n. 8 februarie 1955, Jonesboro⁠(d), Arkansas, SUA) este un romancier american, fost politician, avocat pensionat, autor cunoscut pentru lucrările sale în domeniul dramei legale moderne.

## Biografie și carieră
Al doilea venit pe lume într-o familie cu 4 copii, s-a născut în Jonesboro, Arkansas, având părinți baptiști și cu posibilități modeste. Tatăl său era muncitor în construcții și într-o fermă de bumbac; mama sa era casnică. După o perioadă în care s-au mutat frecvent, familia s-a stabilit în 1967 în orașul Southaven, în districtul DeSoto, Mississippi, unde Grisham a absolvit liceul Southaven High School. Încurajat de mama sa, tânărul Grisham era pasionat de lectură și a fost influențat în special de John Steinbeck, a cărui claritate o aprecia.
În 1977, Grisham a primit gradul de Bachelor of Science în contabilitate de la Mississippi State University (Universitatea de Stat Mississippi). În timp ce studia la MSU, autorul a început să țină un jurnal, un exercițiu care îl va ajuta mai târziu în strădaniile sale creative. Grisham a încercat să intre în echipa de baseball de la Delta State University dar a fost respins de către antrenorul legendar și de către aruncătorul Dave Feriss de la Boston Red Sox. Și-a luat gradul de J.D. (prescurtarea de la Juris Doctor – probabil doctoratul în drept) de la University of Mississippi School of Law în anul 1981. În timpul facultății de drept, Grisham și-a mutat interesul de la legislația taxelor spre litigiile civile criminale și generale. După absolvire, a practicat în domeniul legislației generale pentru aproape un deceniu în Southaven, unde s-a axat mai mult pe lege criminală și lege civilă, reprezentând un larg spectru de clienți. Ca tânăr avocat, și-a petrecut o mare parte din timpul său în tribunal și pregătindu-se pentru înfățișările la Curte din dimineața următoare.
În 1983, a fost ales ca democrat în Mississippi House of Representatives (Camera Reprezentanților), din care a făcut parte până în anul 1990. De-a lungul perioadei sale ca legislator, a continuat să practice avocatura în privat în Southaven. A donat peste 100.000 dolari candidaților la Partidul Democrat. În 1984, la tribunalul districtului De Soto din Hernando, Grisham a auzit mărturia victimei unei răpiri, în vârstă de 12 ani. În timpul liber, ca hobby, Grisham a început munca la primul său roman, care analiza ce s-ar fi întâmplat dacă tatăl fetei i-ar fi ucis pe atacatorii săi. A avut nevoie de 3 ani pentru a scrie ...Și vreme e ca să ucizi (A Time to Kill), reușind să o termine în 1987. Inițial respins de către mulți editori, manuscrisul a fost în sfârșit cumpărat de Wynwood Press, care l-a publicat în iunie 1988 într-un modest tiraj de 5.000 de copii.
În ziua următoare celei în care a încheiat cartea ...Și vreme e ca să ucizi, a început munca la un alt roman, povestea unui avocat tânăr ademenit de o firmă de avocatură aparent perfectă, dar care nu era ceea ce părea a fi. Această a doua carte, Firma (The Firm), a ajuns pe locul 7 în topul celor mai bine vândute cărți ale anului 1991. Grisham a continuat să scrie cel puțin un roman pe an, cele mai multe dintre ele devenind bestseller-uri. Începând cu Campionul din Arkansas (A Painted House), apărută în 2001, autorul și-a extins interesul de la drept spre sudul rural, mai general, în tot acest timp continuând să scrie thrillerele sale legale.
Publishers Weekly l-a declarat pe Grisham „romancierul cu cele mai bune vânzări al anilor ‘90”, având în total 60.742.289 de copii vândute. Este de asemenea unul din cei doi autori care au vândut 2 milioane de copii la prima ediție a unei cărți (Tom Clancy este celălalt). Romanul din 1992 al lui Grisham, Cazul Pelican (The Pelican Brief), s-a vândut doar în SUA în 11.232.480 de copii.
John Grisham a făcut o scurtă întoarcere la tribunal în 1996, după o pauză de 5 ani, când a onorat un angajament făcut înainte de a se retrage din avocatură; a reprezentat familia unui frânar de la căile ferate ucis între 2 mașini. Avocatul a susținut cu succes cazul clientului său, obținând un verdict de 683.500 dolari din partea juriului – cel mai mare verdict din cariera sa.
Zona manuscriselor de la Mississippi State University Library (Biblioteca Universității de stat Mississippi) păstrează „Camera John Grisham”, o arhivă conținând materiale generate în legătură cu scrierile sale sau de-a lungul exercitării funcției sale de reprezentant al statului Mississippi.
Pasiunea de-o viață a autorului pentru baseball este evidentă în romanul Campionul din Arkansas (A Painted House) și în susținerea acordată activităților din Liga Mică atât în Oxford, Mississippi, cât și în Charlottesville, Virginia. El a scris scenariul original și a produs filmul despre baseball Mickey, în care a jucat Harry Connick, Jr.. Filmul a apărut pe DVD în aprilie 2004. A rămas fan al echipei de baseball de la Universitatea de Stat Mississippi și a scris despre legăturile sale cu universitatea și despre Left Field Lounge în introducerea cărții "Dudy Noble Field – o celebrare a baseball-ului MSU".
Grisham este de asemenea binecunoscut în comunitatea literară pentru eforturile sale de a susține tradiția literară continuă în sudul său nativ. El a lăsat ca moștenire burse școlare și reședințe pentru scriitori în Departamentul pentru Engleză al Universității din Mississippi și Programul de scriere și creativitate progresivă. Tot el a fost editor fondator al revistei Oxford American, devotată scrierilor literare și faimoasă pentru subiectele despre muzică anuale, unele copii incluzând un CD de compilație cu muzicieni din sud clasici și contemporani, cu genuri variind de la blues și gospel până la country-western și rock alternativ.
Într-un interviu din octombrie 2006 la talk show-ul lui Charlie Rose, Grisham a afirmat că de obicei are nevoie de doar 6 luni pentru a scrie o carte și că autorul său preferat este John le Carré.
Grisham se descrie ca fiind un „baptist moderat”și a săvârșit serviciul misionar pentru biserica sa remarcabil, în Brazilia. Trăiește cu soția sa, Renée (născută Jones) și copiii săi, Ty și Shea. Familia își împarte timpul între casa lor în stil victorian de la o fermă din afara Oxfordului, Mississippi și o fermă de lângă Charlottesville, Virginia.

## Cărți

### Ficțiune
- ...Și vreme e ca să ucizi (A Time to Kill) - 1989, ISBN 0-922066-03-5
- Firma (The Firm) - 1991, ISBN 0-385-41634-2
- Cazul Pelican (The Pelican Brief) - 1992, ISBN 0-385-42198-2
- Clientul (The Client) - 1993, ISBN 0-385-42471-X
- Camera morții (The Chamber) - 1994, ISBN 0-385-42472-8
- Omul care aduce ploaia (The Rainmaker) - 1995,  ISBN 0-385-42473-6
- Juriul (The Runaway Jury) - 1996,  ISBN 0-385-47294-3
- Partenerul (The Partner) - 1997, ISBN 0-385-47295-1
- Avocatul străzii (The Street Lawyer) - 1998, ISBN 0-385-49099-2
- Testamentul (The Testament) - 1999, ISBN 0-385-49380-0
- Frăția (The Brethren) - 2000, ISBN 0-385-49748-2
- Campionul din Arkansas† (A Painted House) - 2001, ISBN 0-385-47295-1
- Un altfel de Crăciun† (Skipping Christmas) - 2001, ISBN 0-385-50624-4
- Moștenitorii (The Summons) - 2002,  ISBN 0-385-50382-2
- Bleachers† (Bleachers) - 2003, ISBN 0-385-51161-2
- Maestrul (The King of Torts) - 2003, ISBN 0-385-50804-2
- Ultimul jurat (The Last Juror) - 2004, ISBN 0-385-51043-8
- Mediatorul (The Broker) - 2005, ISBN 0-385-51045-4
- Fotbal și pizza† (Playing for Pizza) - 2007, ISBN 978-606-609-359-0
- Apelul (The Appeal) - 2008, ISBN 978-973-54-0102-3
- Asociatul (The Associate) - 2009, ISBN 978-973-54-0031-6
- Ford County (Ford County) - 2009, ISBN 9786068251042
- Mărturisirea (The Confession) - 2010, ISBN 978-606-609-113-8
- Litigiul (The Litigators) - 2011, ISBN 978-606-609-301-9
- Calico Joe† (Calico Joe) - 2012, ISBN 978-606-609-496-2
- Șantajul (The Racketeer) - 2012, ISBN 978-606-609-440-5
- Șirul de platani (Sycamore Row) - 2013, ISBN 978-606-609-862-5
- Muntele familiei Gray (Gray Mountain) - 2014, ISBN 978-606-609-847-2
- Avocatul rebel (Rogue lawyer) - 2015, ISBN 978-606-8516-93-6
- Informatorul (The Whistler) - 2016, ISBN 978-606-006-022-2
- Negustorul de manuscrise† (Camino Island) - 2017, ISBN 978-606-006-093-2
- Barul Rooster (The Rooster Bar) - 2017, ISBN 978-606-006-390-2
- Ziua răzbunării (The Reckoning) - 2018, ISBN 978-606-006-277-6
- Îngerii dreptății (The Guardians) - 2019, ISBN 978-606-006-479-4
- Uragan pe insula Camino† (Camino Winds) - 2020, ISBN 978-606-006-569-2
- Și vine vremea îndurării (A Time for Mercy) - 2020, ISBN 978-606-006-684-2
- Sooley† - 2021, ISBN 978-606-006-753-5
- Lista judecătorului (The Judge's List) - 2021, ISBN 978-606-006-838-9
- Sparring Partners - 2022
- The Exchange - 2023
- Camino Ghosts - 2024

Note: 1. anii trecuți în dreptul titlurilor sunt cei ai apariției cărților în SUA. În România, ele au apărut traduse la 1-2 ani după această dată.
2. † cărți care nu sunt în genul thriller juridic

### Non-Ficțiune
- Nevinovatul (The Innocent Man) – 2006, ISBN 0-385-51723-8

### Literatura pentru copii
- Theodore Boone: Puștiul avocat (Theodore Boone: Kid Lawyer) - 2010
- Theodore Boone: Răpirea (Theodore Boone: The Abduction) - 2011
- Theodore Boone: Acuzatul (Theodore Boone: The Accused) - 2012
- Theodore Boone: Amenințarea (Theodore Boone: The Activist) - 2013
- Theodore Boone: The Fugitive - 2015
- Theodore Boone: The Scandal - 2016
- Theodore Boone: The Accomplice - 2019